# Liste der Werke von Heinz Erhardt
Die Liste der Werke von Heinz Erhardt enthält Werke des Schauspielers, Komikers, Schriftstellers und Dichters Heinz Erhardt (1909–1979).

## Gedichte (Auswahl)
- Abendlied[1]
- An einen von vielen[2]
- An meine Brille
- Anhänglichkeit
- Archimedes
- Auge um Auge[1]
- Bilanz[1]
- Dat Blümsche (schrieb er mit sechs Jahren)
- Das Echo
- Das Finkennest
- Das Gewitter
- Das Lama
- Das Schloß[2]
- Das Unwetter[2]
- Depressionen[1]
- Der Apfelschuss
- Der Berg
- Der Brummer
- Der Einsame
- Der Geiger
- Der Kabeljau[3]
- Der Muselmann
- Der Pv (sprich: der Pfau)
- Der Schauspieler[2]
- Der Schmetterling
- Der Spatz
- Der Tauchenichts
- Der Unfall des Mathematikers
- Der Wahlredner
- Der Wurm
- Die Eule[3]
- Die Glocke
- Die Katze[3]
- Die Kuh[3]
- Die Made[3]
- Die Mauritius
- Die Maus
- Die polyglotte Katze[3]
- Die Sängerin
- Die Tänzerin
- Die Turmuhr
- Die Weihnachtsgans
- Die Zelle
- Drei Bären
- Ein mytho-unlogisches Gespräch[2]
- Ein Naßhorn
- Es scheint so[1]
- Eßt mehr Fisch (Das Meer reicht bis zum Strande …)
- Flecke
- Gänseblümchen
- Gedanken an der Ostsee[1]
- Heißer Mai
- Im Urwald
- In eigener Sache[1]
- Kinder[1]
- Klassiker[2]
- Kolumbus[2]
- König Erl[2]
- Nichts[2]
- Die Rechtschreibung
- Ritter Fips von Fipsenstein (Gedichtzyklus)
- Schicksal
- Sehnsucht[1]
- Trinklied
- Vom alten Fritz
- Wahrheit[1]
- Warum die Zitronen sauer wurden
- Zitronen
- Zu spät[2]

## Musik

### Diskographie
- Die Zehnpfennigoper (1948), herausgegeben 1979 bei Haer, Hamburg
- Noch ’ne Oper (ZDF, 1979), Regie: Claus Peter Witt
- Heinz Erhardt: Klavierkompositionen, Eurostar GmbH
- Heinz Erhardt – Wie er leibt und lebt, 1969/1999 (LP/CD)
- Heinz Erhardt – Heute wieder ein Schelm, 1972 (LP)
- Heinz Erhardt – Was bin ich wieder für ein Schelm, 1972 (2 LPs)
- Heinz Erhardt – Das große Lachen, 1977 (2 LPs)
- Noch’n Lied – Unvergessener Heinz Erhardt, 1979 (LP)
- Heinz Erhardt als „Willi Winzig“ in: Das hat man nun davon, 1979/2006 (2 LPs/1 CD)
- Portrait Heinz Erhardt, 1981 (2 LPs)
- Heinz Erhardt – Noch’n Gedicht, 1983 (4 LPs)
- Heinz Erhardt – Humor ist Trumpf, 1984 (2 LPs)
- Heinz Erhardt – Seine größten Erfolge, 1984 (LP)
- Heinz Erhardt – Noch’n Gedicht – Folge 2, 1985 (3 LPs)
- Heinz Erhardt – Noch’n Gedicht und andere Ungereimtheiten, 1987 (CD)
- Heinz Erhardt – Schalk im Nacken – frisch vom Rill, 1987 (CD)
- Heinz Erhardt – Ausgewählte Blödeleien, 1992 (CD, entspricht der 1. und 3. Seite der Doppel-LP "Das große Lachen" von 1977)
- Heinz Erhardt – Da gibt’s gar nichts zu lachen, 1993 (2 CDs)
- Heinz Erhardt – Ein Portrait, 1998 (CD)
- Heinz Erhardt – Ein Scherz jagt denselben, 2006 (CD)
- Heinz Erhardt – Die Filmhits, 2009 (CD)
- Heinz Erhardt – Blödelnd durch den Ernst der Zeit, 2009 (CD)
- Heinz Erhardt – Da kommt doch noch was, 2009 (2 CDs)
- Heinz Erhardt – Und noch’n Lied, 2010 (CD)
- Humoris Causa – Die große Lachparade No. 1 (mit Rolf Stiefel und Addi Münster), 1963 (LP)
- Humoris Causa – Die große Lachparade No. 4 (mit Walter Böhm), 1967 (LP)

### Musiktitel
- Ach Marianne 
(mit Hans-Joachim Kulenkampff und Walter Giller)
- Ach, wenn ich doch im Lotto ...
- Ach, wie schön ist doch die Welt
- Agamemnon (1947)
- Annemie
- Auch ich war ein Jüngling mit lockigem Haar
- Baby, es regnet doch
- Bei diesem Lied …
- Bin ich verliebt?
- Blah, blah, blah
- Blas mal auf dem Kamm
- Bobby Schick hat ’nen Tick (1953)
- Das Ding
- Das Lehn-Lied (Wenn ich mich aus meinem Fenster lehn’)
- Das Märchen von dem Muselmann
- Das soll uns nicht noch mal passier’n
- Das Wackellied
- Der fabelhafte Egon
- Der Erhardt singt so traurig (1947)
- Der Onkel-Otto-Walzer (1952)
- Die Oase
- Die Music-Box
- Drei Mann in einem Boot 
(mit Hans-Joachim Kulenkampff und Walter Giller)
- Egal, wie es kommt
- Eine verfahrene Geschichte (1947)
- Etwas über mein Mädchen
- Fährt der alte Lord fort
- Fernsprecher 22504 (1947)
- Fräulein Mabel (1947)
- Frühlingslied (1947)
- Grüß Sie Gott, Frau Stirnima (mit Ralf Wolter)
- Hämmerchen-Polka
- Herr Meyer wird verlangt
- Herr Ober! Bitte zweimal eine Bockwurst
- Ich brech’ so gerne ein
- Ich hab’ zu Haus’ ’ne Frau
- Ich hab’ ein Stübchen, ganz klein (1947)
- Immer noch ’nen Groschen
- Immer wenn ich traurig bin
- Linkes Auge blau
- Luisenstraße 13 (auch: Sie wohnt im 3. Stock) (1947)
- Mein Mädchen (1939)
- Mensch, kannst du mir was pumpen?
- Mit der Brille auf der Nase
- Nicht so eilig
- Noch’n Abschiedslied
- Ohne Liebe
- Pappis Wiegenlied
- Peppercorn
- Reg dich nicht auf (1947)
- Schürzenjäger-Polka
- Seemann ahoi
- Sei friedlich
- Sie wohnt im 3. Stock (auch: Luisenstraße 13) (1942)
- Skatpolka (Nicht die falsche Dame drücken!)
- Hämmerchen-Polka (1962)
- Striptease Susi (1962)
- Tante Hedwig
- Tun Sie’s nicht, lassen Sie’s lieber sein! (mit Peter Alexander)
- Unser Willi ist der Beste
- Wir leben, wir lieben, wir lachen (mit Maria Sebaldt)
- Wir wollen uns wieder vertragen
- Wo die Liebe hinfällt (mit Walter Gross)
- Zur Liebe ist es nie zu spät

### Klassische Musikkompositionen
(in der Reihenfolge der Wiedergabe auf der Audio-CD "Heinz Erhardt, mal klassisch: 24 Klavierkompositionen")
- Präludium No. 1
- Walzer eines Wahnsinnigen
- Präludium No. 12
- Floh Marsch
- Tanz der Nippfiguren
- Riga
- Präludium No. 9
- Präludium No. 14
- Kleine Ballade
- Ballade
- Präludium No. 16
- Präludium No. 17
- Präludium No. 18
- Spuk im Schloss
- Mazurka
- Präludium No. 13
- Märchen
- Präludium No. 6
- Präludium No. 7
- Landler
- Präludium No. 4
- Die Weihnachtsglocken läuten
- Präludium No. 15
- Trauermarsch

### Musiktitel aus Filmen
- Ohne Liebe 
(aus „Mädchen mit schwachem Gedächtnis“, 1956)
- Bei diesem Lied … 
(aus „Der müde Theodor“, 1957)
- Die Music-Box 
(aus „Witwer mit fünf Töchtern“, 1957)
- Pappis Wiegenlied 
(aus „Witwer mit fünf Töchtern“, 1957)
- Tun Sie’s nicht, lassen Sie’s lieber sein! (mit Peter Alexander;
aus „So ein Millionär hat’s schwer“, 1958)
- Wir leben, wir lieben, wir lachen (mit Maria Sebaldt;
aus „Vater, Mutter und neun Kinder“, 1958)
- Zur Liebe ist es nie zu spät 
(aus „Vater, Mutter und neun Kinder“, 1958)
- Auch ich war ein Jüngling mit lockigem Haar 
(mit Trude Herr am Piano;
aus „Drillinge an Bord“, 1959)
- Linkes Auge blau 
(aus „Drillinge an Bord“, 1959)
- Nicht so eilig 
(aus „Der letzte Fußgänger“, 1960)
- Immer noch ’nen Groschen (mit Marika Rökk;
aus „Mein Mann, das Wirtschaftswunder“, 1960)
- Ach, wenn ich doch im Lotto ... 
(aus „Mein Mann, das Wirtschaftswunder“, 1960)
- Sei friedlich 
(aus „Ach Egon!“, 1961)
- Der fabelhafte Egon 
(aus „Ach Egon!“, 1961)
- Drei Mann in einem Boot 
(mit Hans-Joachim Kulenkampff und Walter Giller;
aus „Drei Mann in einem Boot“, 1961)
- Ach Marianne 
(mit Hans-Joachim Kulenkampff und Walter Giller;
aus „Drei Mann in einem Boot“, 1961)
- Ich brech’ so gerne ein 
(aus „Der Fachmann“, 1962; 
aus der siebenteiligen Kurzfilmreihe „Heinz-Erhardt-Festival“)
- Grüß Sie Gott, Frau Stirnima (mit Ralf Wolter;
aus „Was ist denn bloß mit Willi los?“, 1970)
- Immer wenn ich traurig bin 
(aus „Das kann doch unsren Willi nicht erschüttern“, 1970)
- Unser Willi ist der Beste 
(aus „Unser Willi ist der Beste“, 1971)
- Agamemnon (nur Refrain am Klavier;
aus „Unser Willi ist der Beste“, 1971)

## Filmografie
- 1949: Wer macht was falsch? (Verkehrslehrfilm / nur Stimme)
- 1949: Gesucht wird Majora
- 1950: Liebe auf Eis (Männer um Angelika)
- 1955: Drei Tage Mittelarrest
- 1956: Ich und meine Schwiegersöhne
- 1956: Die gestohlene Hose
- 1956: Mädchen mit schwachem Gedächtnis
- 1956: II-A in Berlin (Drei Bayern an der Spree)
- 1957: Der müde Theodor
- 1957: Witwer mit 5 Töchtern
- 1958: Immer die Radfahrer
- 1958: So ein Millionär hat’s schwer
- 1958: Vater, Mutter und neun Kinder
- 1959: Der Haustyrann
- 1959: Natürlich die Autofahrer
- 1959: Drillinge an Bord
- 1960: Der letzte Fußgänger
- 1961: Kauf Dir einen bunten Luftballon
- 1961: Mein Mann, das Wirtschaftswunder
- 1961: Ach Egon!
- 1961: Drei Mann in einem Boot
- 1961: Freddy und der Millionär
- 1962: Die Post geht ab
- 1962: Axel Munthe – Der Arzt von San Michele
- 1962: Ohne Krimi geht die Mimi nie ins Bett
- 1963: Charlie gegen alle (Stummfilm von 1915 mit Charlie Chaplin/nur Kommentar)[5]
- 1963: Apartment-Zauber
- 1964: Wenn man baden geht auf Teneriffa
- 1964: Die große Kür
- 1965: Pips der Vagabund (Stummfilm von 1928 mit Ben Turpin/nur Kommentar)[5]
- 1965: Der Ölprinz
- 1965: Das Vermächtnis des Inka
- 1966: Das gewisse Etwas der Frauen (Come imparai ad amare le donne)
- 1968: Otto ist auf Frauen scharf
- 1969: Charley’s Onkel
- 1969: Warum hab’ ich bloß 2x ja gesagt? (Der liebestolle Schlafwagenschaffner)
- 1969: Klein Erna auf dem Jungfernstieg
- 1970: Die Herren mit der weißen Weste
- 1970: Was ist denn bloß mit Willi los?
- 1970: Das kann doch unsren Willi nicht erschüttern
- 1971: Unser Willi ist der Beste
- 1972: Willi wird das Kind schon schaukeln

## Fernsehen
- 1948 Fräulein Mabel
- 1953 Schlager-Expreß, Auftritt als Zugpersonalmitglied
- 1956 Programm gefällig?: Heinz Erhardt setzt sich durch
- 1960 Der Vogelhändler, Erstausstrahlung am 26. Dezember 1960, Erhardt als Würmle
- ca. 1961 Geld sofort (Kurzfilm, 37 Minuten)[6]
- 1961 Abenteuer in Norfolk (Kurzfilm, 40 Minuten)
- 1961 Musik aus aller Welt (Kurzfilm)
- 1962 Willi Winzig (Kurzfilm, 40 Minuten), Erhardt als Finanzbeamter Winzig
- 1962 Der Kurpfuscher (Kurzfilm, 40 Minuten), Erhardt als Wunderheiler Cyprian
- 1962 Eine gewisse Marietta (Kurzfilm, 40 Minuten), Erhardt als Buchhalter Vogel
- 1962 Der Fachmann (Kurzfilm, 25 Minuten)
- 1962 Nachlese 62. Ein Querschnitt durch die Unterhaltungssendungen des Deutschen Fernsehens in den vergangenen 12 Monaten. Nachgelesen von Heinz Erhardt (105 Minuten)
- 1963 Ein ruhiges Stündchen (Kurzfilm, 35 Minuten), Erhardt als Junggeselle Heinrich Wende. Erstausstrahlung in der ARD am 1. Februar 1963
- 1963 Die Reise auf den Mond
- 1964 Das wissen die Götter (Serie)
- 1964 Frau Luna (Fernseh-Operette)
- 1964 Musikauktion (1964–1965, Serie lief bis 1966)
- 1964 Doddy und die Musketiere
- 1965 Hotel Victoria
- 1966 Der nächste Urlaub kommt bestimmt
- 1966 Gut gefragt ist halb gewonnen
- 1967 Aktien und Lorbeer
- 1967 Witzakademie mit Theo Lingen
- 1968 Die Landstreicher
- 1968 März ist Trumpf
- 1968 Die Rudi-Carrell-Show
- 1968 Theaterstück mit „G“ (der Dialog besteht nur aus Wörtern mit dem Anfangsbuchstaben G)
- 1969 Narren nach Noten
- 1969 Das Sonntagskonzert
- 1969 Die Drehscheibe
- 1969 Zwischenmahlzeit
- 1970 Mit Pauken und Plaketten
- 1970 Humor ist, wenn man trotzdem singt
- 1970 Zwischenmahlzeit
- 1971 Das hat man nun davon
- 1971 Was bin ich?
- 1971 Der Opernball (Fernseh-Operette)
- 1971 Tanz Café
- 1971 3 × 9
- 1971: Glückspilze
- 1971 Baden-Badener Roulette
- 1971 Unsere kleine Show
- 1979 Noch ’ne Oper (Darsteller/Buch/Musik) (65 Minuten)

## Hörspiele
- 1945: Henri Meilhac, Ludovic Halévy: Die schöne Helena – Regie: Otto Kurth
- 1946: Anton Tschechow: Ein Heiratsantrag – Regie: Fritz Schröder-Jahn
- 1947: Axel Eggebrecht: Das Jahr 1948 findet nicht statt – Regie: Erik Ode
- 1949: Olf Fischer, Heinz Erhardt: Brumml-G'schichten (15. Folge: Das amerikanische Duell). Eine tragische Komödie – Regie: Kurt Wilhelm (Autor und Sprecher)
- 1957: Walter Netzsch, Peer Frank Günther: Der gestohlene See. Eine Tragödie schauerlicher Art – Regie: Walter Netzsch
- 1963: Carl Laufs, Wilhelm Jacoby: Seinerzeit ausverkauft: Pension Schöller. Posse in drei Aufzügen – Regie: Heinz-Günter Stamm

## Theaterstücke
- 1967 Aktien und Lorbeer
- 1969 Das hat man nun davon (Nach dem Lustspiel Wem Gott ein Amt gibt von Wilhelm Lichtenberg, Fernsehaufzeichnung Anfang 1970 im Düsseldorfer Theater an der Berliner Allee, Ausstrahlung im ZDF am 1. Januar 1971)

## Buchveröffentlichung
- Das große Heinz Erhardt Buch. Fackelträger Verlag, Hannover 1970, ISBN 978-3-7716-1283-2.